# Förlagsföreningen Nordstiernan
Förlagsföreningen Nordstiernan (även Pagedirect Publishing och Polstiernan Förlag) var ett svenskt bokförlag som drevs under 2002–2006. Förlaget var ideellt och hade som huvudsyfte att stödja och främja unga författare som inte fick chansen på större kommersiella förlag. Förlaget arbetade inte som andra mindre förlag med beställtryck utan publicerade traditionellt tryckta upplagor (offset) och gav chansen till unga författare att synas i bokhyllorna hos bokhandlarna och i biblioteken.

## Ledning
Grundare av förlaget var Daniel Sörlöv och Anand Bramhbatt som en förening. 2003 uteslöts Bramhbatt efter en konflikt med Sörlöv. Efter detta tog Sörlöv kontrollen i förlaget genom en interimstyrelse, och registrerade föreningen 2003.

## Nedläggningen
Under 2005 kontaktade investmentföretaget Nordstjernan AB förlagsföreningen och meddelade att man tänkte stämma förlagsföreningen för namnintrång och genom ekonomisk press på förlaget tvingades det byta namn till Polstiernan Förlag. På grund av höga kostnader till följd av tvisten gick förlaget med underskott och lades därför ned 2006.

## Tidskriften Mango
Förlaget startade också Tidskriften Mango, och en festival med samma namn. Tidskriften var ISSN-registrerad. Den skrevs av volontärer i hela landet och producerades på förlagets redaktion i Norrköping. Tidningen trycktes i 100 000 exemplar vid 5 tillfällen, men efter flera misstänkta sabotage[källa behövs] i distributionen var föreningen tvungen att lägga ner produktionen.

## Utgåvor

### Utgivet 2002-2004 (under namnet Pagedirect Publishing)
- Amazonen och andra noveller, av Jennie Fagerström (*1985), gavs ut 2004
- Posten brinner, av Mikael Aaby Ericsson (*1986), gavs ut 2004
- I huvudet på en tonåring, av Felicia Andersson (*1987), utgavs 2003
- Med trasiga vingar, av Elin Asariew (*1981), gavs ut 2004
- Allt som är, av Anna Bengtsson (född 1984) (*1984), gavs ut 2003
- Här är jag och där, där är du, av John Berg (*1974), gavs ut 2004
- Svart, av Daniel Birath (*1980), gavs ut 2003
- Fängslad själ, av Anna-Katarina Engström (*1982), utgavs 2003
- One thought, av Anna-Katarina Engström (*1982), utgavs 2003
- Känslor i en liten burk, av Erika Gråberg (*1986), utgavs 2003
- I våra hjärtan, av flera författare, utgavs 2003
- En ensam ängels tankar, av Åse Johansson (*1984), utgavs 2003
- Existens, av Sophie Jonasson (*1975), utgavs 2004
- En förvirrad mans samtid, av David Knutsson (*1975), utgavs 2004
- Byggstenar, av Maria Kristiansson (*1977), utgavs 2004
- Ord av kärlek och hat, av Patrik Mattsson (*1987), utgavs 2003
- Noir och andra magiska berättelser, av flera författare, utgavs 2003
- Noir och andra magiska berättelser, av flera författare, utgavs 2003
- Ur djupet av en människa, av Josefine Norman (*1982), utgavs 2005
- Balansgång över avgrunden, av Josefine Norman (*1982), utgavs 2003
- Gränskänsla, av Hanna Olsson (*1985), utgavs 2004
- Höstkvällar, av Sandra Pernander (*1984), utgavs 2003
- SkalaNoll, av Matti Sandberg (*1984), utgavs 2003
- Silencium, av Li-Sandra Sandell (*1979), utgavs 2003
- Pro cryptica, av Linn Siljebo (*1985), utgavs 2003
- Regndroppar faller i evighetens hus, av Daniel Solling (*1981), utgavs 2004
- Nakna ord som växer, av Mikael Spetz (*19), utgavs 2004
- Trettio, av Urban Sylvan (*1968), utgavs 2003
- Vrål från underjord - sång från ovan, av flera författare, utgavs 2003
- Mellan glaskulor och silverdamm, av Anna Wahlström (*1983), utgavs 2003
- Leva genom ord, av Anna Wahlström (*1983), utgavs 2004
- Past the point, av Anna Wahlström (*1983), utgavs 2003
- Kattguld, av Claes Widmark (*1964), utgavs 2003
- Andas lycka, av Stefan Wiklund (*1984), utgavs 2004
- Haket guld 2003, av flera författare, utgavs 2004
- Medan kaffet är varmt, av flera författare, utgavs 2003
- Medan kaffet är varmt, av flera författare, utgavs 2004

### Utgivet 2004-2005 (under namnet Nordstiernan förlag)
- Sju: dikter, av Julia Holmqvist, utgavs 2005
- Vilsegången, av Diana Isfeldt (*1983), utgavs 2004
- På andra sidan av själen som försvann av Camilla Löjdström (*1986), utgavs 2004
- Svartvit kvinna av Tereza Mavica-Lundström, numera Tereza Kennedy (*1976), utgavs 2004
- The bulls eye, av Hans Westlund (*1966), utgavs 2004
- När bar hud möter is, av Isa Sundell (*1985), utgavs 2004
- Skaparglöd, flera författare, utgavs 2004
- Kalejdoskop, flera författare, utgavs 2004

### Utgivet 2005-2006 (under namnet Polstiernan förlag)
- Perfekt av Kristoffer Eriksson (*1982), utgavs 2005
- Hjärtat får sista ordet, av Johan Karlsson (*1983) och Henrik Westdahl (*1985), utgavs 2005
- Dagens eko framför dina fötter, av Bill Larsson (*1977 +2008), utgavs 2005
- Kallbrand, av Kristine Persson (*1986), utgavs 2005
- Lisbeth Larsdotter: en släktkrönika.., av Arne Sörlöv (*1948), utgavs 2005
- Sipprar ut av Johanna Ulfsdotter Nilsson (*1983), utgavs 2005

### Förlaget i media
- ”ÖstersundsPosten skriver om boken Gränskänsla”. Arkiverad från originalet den 28 juni 2008. https://web.archive.org/web/20080628161811/http://www.op.se/parser.php?level1=4.
- ”Upsala Nya Tidning skriver om boken Kallbrand”. http://www2.unt.se/avd/1,1786,MC=5-AV_ID=409393,00.html?from=recenbox.[död länk]

### Länkar till förlagets författare
- ”Tereza Kennedy (Tereza Mavica Lundström), författare till Svartvit Kvinna”. http://www.formsprak.blogspot.com/.